# Păltiniș (Caraș-Severin)

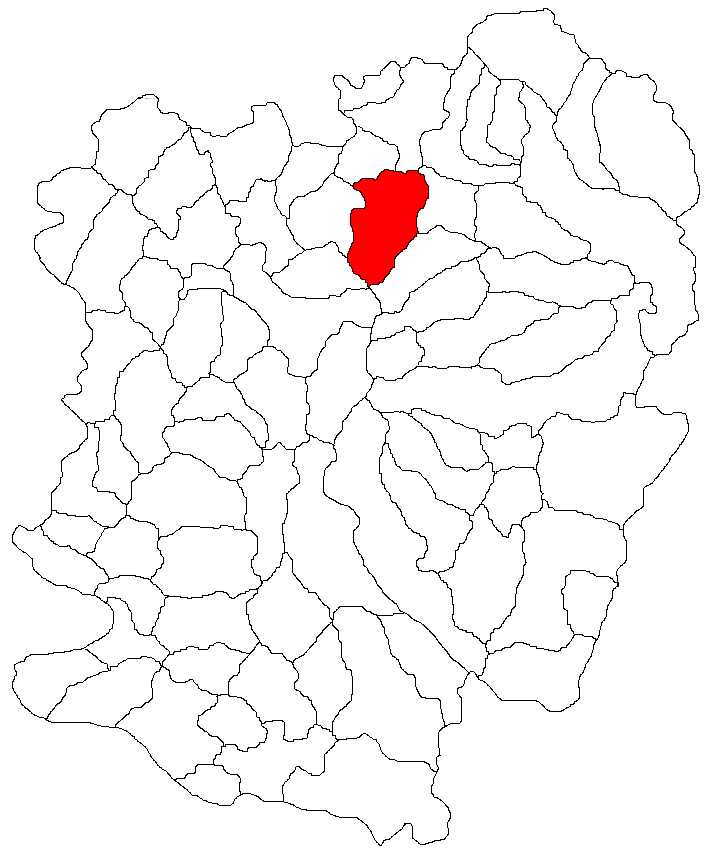
Lage der Gemeinde Păltiniș im Kreis Caraș-Severin

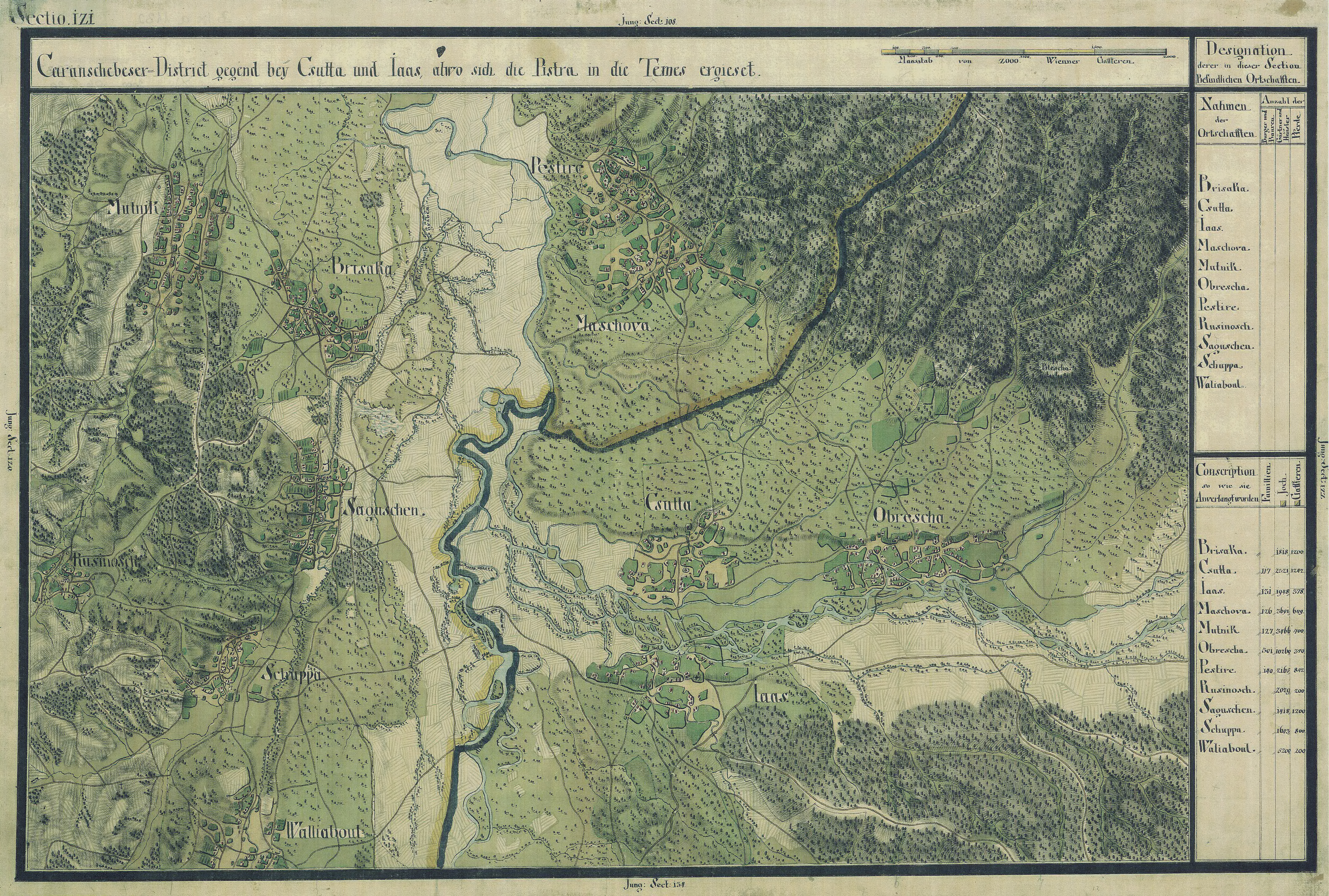
Waliaboul auf der Josephinischen Landesaufnahme von 1717

Păltiniș (bis 1964 Valea Boului; deutsch Paltinisch oder Walia Boul, ungarisch Ökörpatak) ist eine Gemeinde im Kreis Caraș-Severin in der Region Banat in Rumänien. Zur Gemeinde Păltiniș gehören auch die Dörfer Cornuțel, Delinești, Ohăbița und Rugi.

## Geografische Lage
Păltiniș liegt im Temeschtal, vier Kilometer westlich von Caransebeș, an der Landstraße DN58 die Caransebeș mit Reșița verbindet.

## Nachbarorte
| Ruginosu | Zăgujeni                                    | Jupa       |
| Cornuleț | Kompassrose, die auf Nachbargemeinden zeigt | Cicleni    |
| Ohăbița  | Rugi                                        | Caransebeș |

## Geschichte
Eine erste urkundliche Erwähnung stammt aus dem Jahr 1586, als Petru Moises, Matei Iosilea und Nicolae Lakzagh die Grundherren waren. Damals hatte die Ortschaft den ungarischen Namen Karpatuk. Auf der Josephinischen Landaufnahme von 1717 ist der Ort Waliaboul mit 60 Häuser eingetragen. Nach dem Frieden von Passarowitz (1718) war die Ortschaft Teil der Habsburger Krondomäne Temescher Banat.
1803 gehörte das Dorf dem Feudalherren Marcu Mihajlovics. 1848 wurde es im Kampf gegen die kaiserlichen Truppen völlig niedergebrannt. Nach der Revolution von 1948 befand sich das Dorf im Besitz von Ileana Suplaiszky. Danach war Hedvig Bosz der Gutsherr bis zur Agrarreform von 1945.
Infolge des Österreichisch-Ungarischen Ausgleichs (1867) wurde das Banat dem Königreich Ungarn innerhalb der Doppelmonarchie Österreich-Ungarn angegliedert. Die amtliche Ortsbezeichnung war Ökörpatak.
Der Vertrag von Trianon am 4. Juni 1920 hatte die Dreiteilung des Banats zur Folge, wodurch Valea Boului an das Königreich Rumänien fiel.
In der Zwischenkriegszeit gehörte die Ortschaft zum Stuhlbezirk Sacul, Kreis Severin.
Bis zur Verwaltungsreform von 1964 war Valea Boului der Ortsname. Seitdem ist Păltiniș die offizielle Ortsbezeichnung.

## Bevölkerungsentwicklung
Păltiniș ist mehrheitlich von Rumänen bewohnt. Seit den 1970er Jahren haben sich viele Ukrainer im Dorf niedergelassen.
| 1880 | 3000 | 2931 | 22 | 30 | 17                 |
| 1910 | 3321 | 3173 | 60 | 57 | 31                 |
| 1930 | 2878 | 2820 | 19 | 15 | 24                 |
| 1977 | 3460 | 2267 | 16 | 7  | 1170               |
| 2002 | 2683 | 1728 | 3  | –  | 952                |
| 2021 | 2145 | 1517 | -  | –  | 628 (480 Ukrainer) |